# Himno a Orán
El Himno a Orán es el himno oficial de la ciudad de San Ramón de la Nueva Orán, capital del departamento de Orán, el cual se encuentra en el norte de la provincia de Salta, Argentina. Es obligatoria su entonación en todos los establecimientos escolares que estén ubicados en aquella ciudad y en todo acto oficial después del Himno Nacional Argentino. La letra tiene como autor a Luis D'Jallad.

## Letra
Himno a Orán
Letra y música: Luis D'Jallad
De la patria en el himno bizarro
hoy se enhebra otro canto triunfal
la simiente feliz de Pizarro
hecho flor bajo un sol tropical.
En tus casa de estampa señera
y en tus calles repletas de sol
aun hay ecos de Cruz Misionera
y reliquias del temple español.
El Bermejo y el Zenta hoy apenas
han logrado tus surcos saciar
y oro negro desborda en tus venas
cual si ansiara a la tierra inundar.
Son por eso tus campos cigarras
donde las pomas repletan un son
y las cañas se fingen guitarras
que al progreso le dan su canción.
¡Canta Siempre! En la flor que Dios quiso
recubrir tu solar con afán
que se hará cual tu azul paraíso
otro Edén en la tierra de Orán.